# Collégiale Saint-Étienne de Corbie
La collégiale Saint-Étienne de Corbie est une ancienne collégiale située dans le centre-ville de Corbie, dans le département de la Somme à une quinzaine de kilomètres à l'est d'Amiens.

## Histoire
La construction de l'église Saint-Étienne remonte à la fondation de l'abbaye Saint-Pierre de Corbie au VIIe siècle dont elle était avec l'église Saint-Jean-l'Évangéliste aujourd'hui démolie et l'abbatiale Saint-Pierre, l'un des trois sanctuaires. Elle fut rebâtie vers 1170-1174 mais ne connut pas les remaniements successifs de l'église abbatiale.
La collégiale Saint-Étienne était dévolue depuis le 1072 aux « caritables », chanoines chargés de recueillir les orphelins et de les instruire gratuitement. Ces chanoines ordonnés prêtres étaient également chargés des cures dépendantes de l'abbaye de Corbie.
Le monument a marqué l'histoire de Corbie : au XVe siècle, Colette de Corbie, selon sa volonté, y fut emmurée pendant quatre ans (1402-1406) dans un reclusoir attenant à l'église, y menant une vie de prière et de charité, recevant la visite d'habitants venant lui demander prières et conseils. En 1604, Colette de Corbie ayant été béatifiée, une chapelle fut construite à l'emplacement du reclusoir.
Dans la seconde moitié du XVIIIe siècle, on entreprit la destruction des collatéraux et du transept, on modifia les fenêtres, on raccourcit le chœur.
Déclarée bien national, à la Révolution française, l'église fut vendue à des particuliers qui la transformèrent en grange. Au début du XIXe siècle, le curé-doyen de Corbie racheta le bâtiment et y installa un orphelinat. Puis, ce fut une école ménagère qui s'installa, une partie de l'édifice en devint la chapelle.
À la fin du XIXe siècle, l'architecte amiénois Charles Joseph Pinsard fit un relevé des éléments architecturaux remarquables de l'intérieur de l'église.
Le portail occidental est protégé en tant que monument historique : classement par arrêté du 16 septembre 1907.

## Caractéristiques

### Portail occidental
Primitivement, la collégiale était placée sous le double vocable de Notre-Dame et de saint Étienne. Le décor du portail occidental, bien que très dégradé, révèle l'importance du culte marial à la fin du XIIe siècle. Il semble que plusieurs ateliers de sculpteurs aient travaillé sur ce portail montrant une évolution du roman dans les statues des jambages au gothique dans les autres sculptures aux alentours de 1200-1210. On reconnaît au trumeau, La Vierge en Assomption et au tympan, le couronnement de la Vierge. Les autres sculptures sont, dans leur état actuel, difficiles à identifier. Le linteau est totalement dépourvu de décor sculpté.

### Bâtiment
La partie ouest de la collégiale était composée d'un narthex formant tribune à l'intérieur, prolongé par la nef et ses bas-côtés, le transept saillant précédant le chœur. Tout cela a été amputé au XVIIIe siècle. On voit des traces d'arcatures ogivales sur le mur extérieur sud qui auparavant, donnaient accès aux bas-côtés disparus. Les fenêtres romanes ont été modifiées. Il ne subsiste que trois travées anciennes à la nef, le transept fut démoli, le nouveau chœur se greffant directement sur l'ancienne croisée du transept.

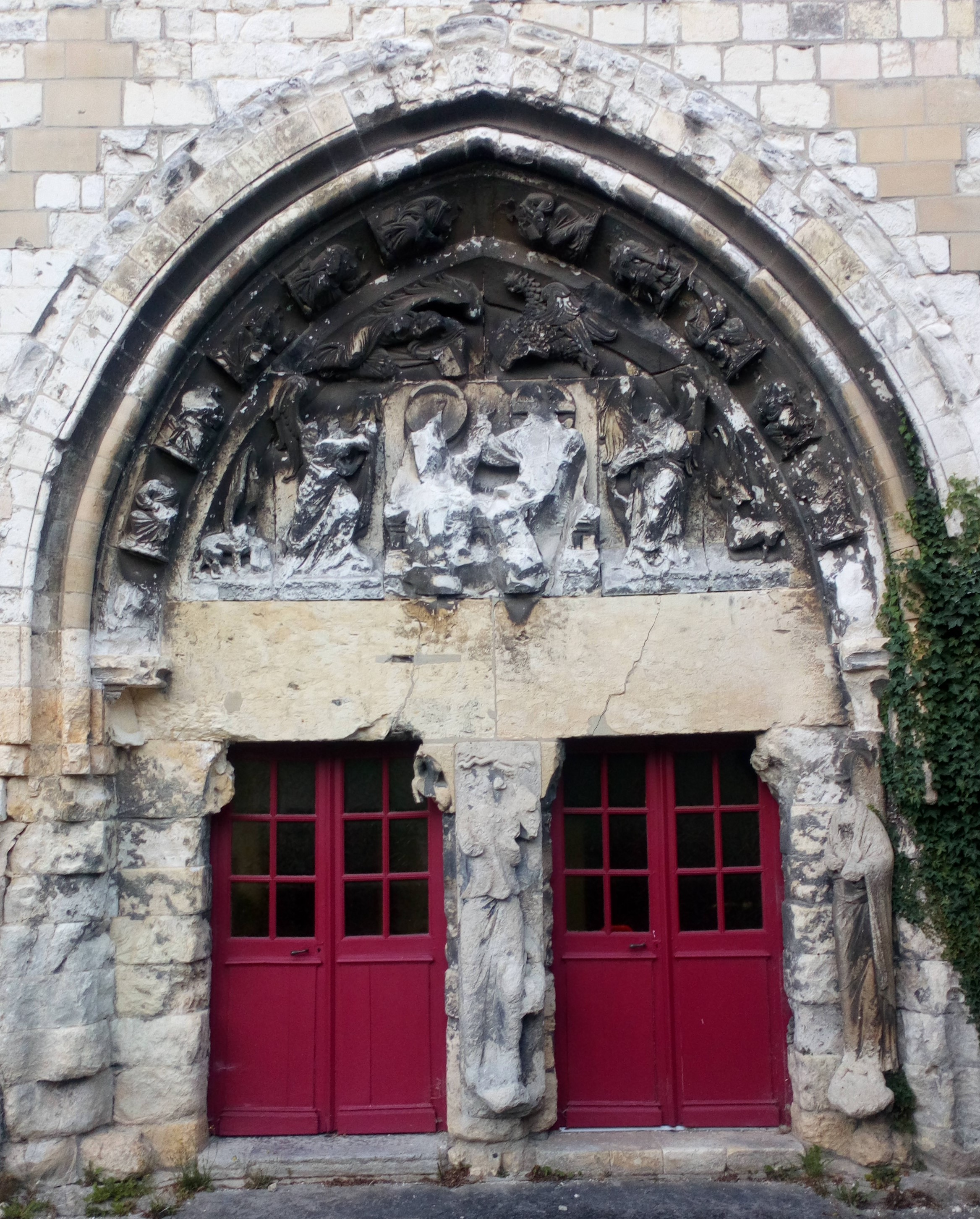
Portail roman de l'ancienne collégiale.
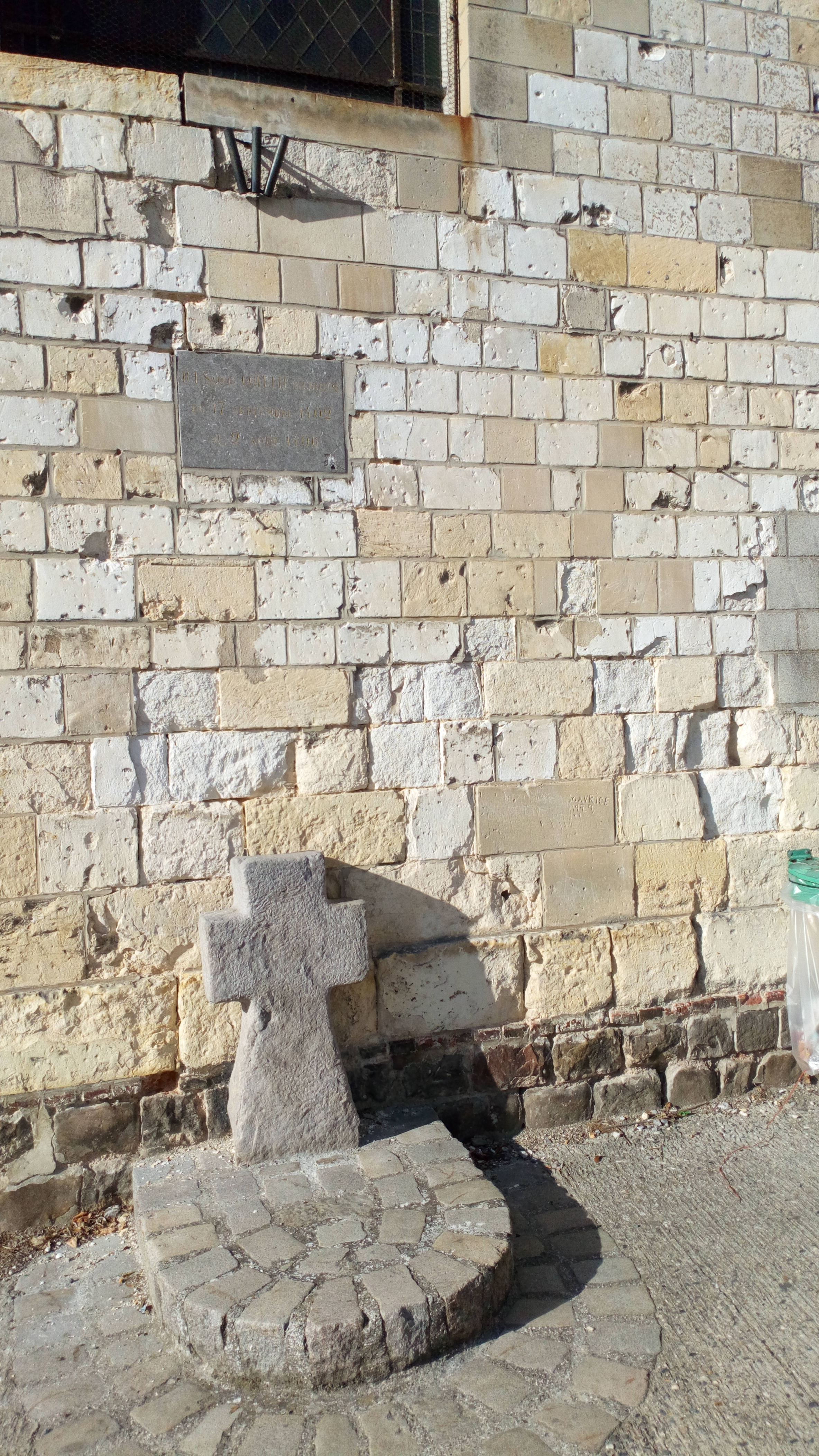
Ancienne collégiale, croix au pied de la plaque rappelant la réclusion de Colette de Corbie.
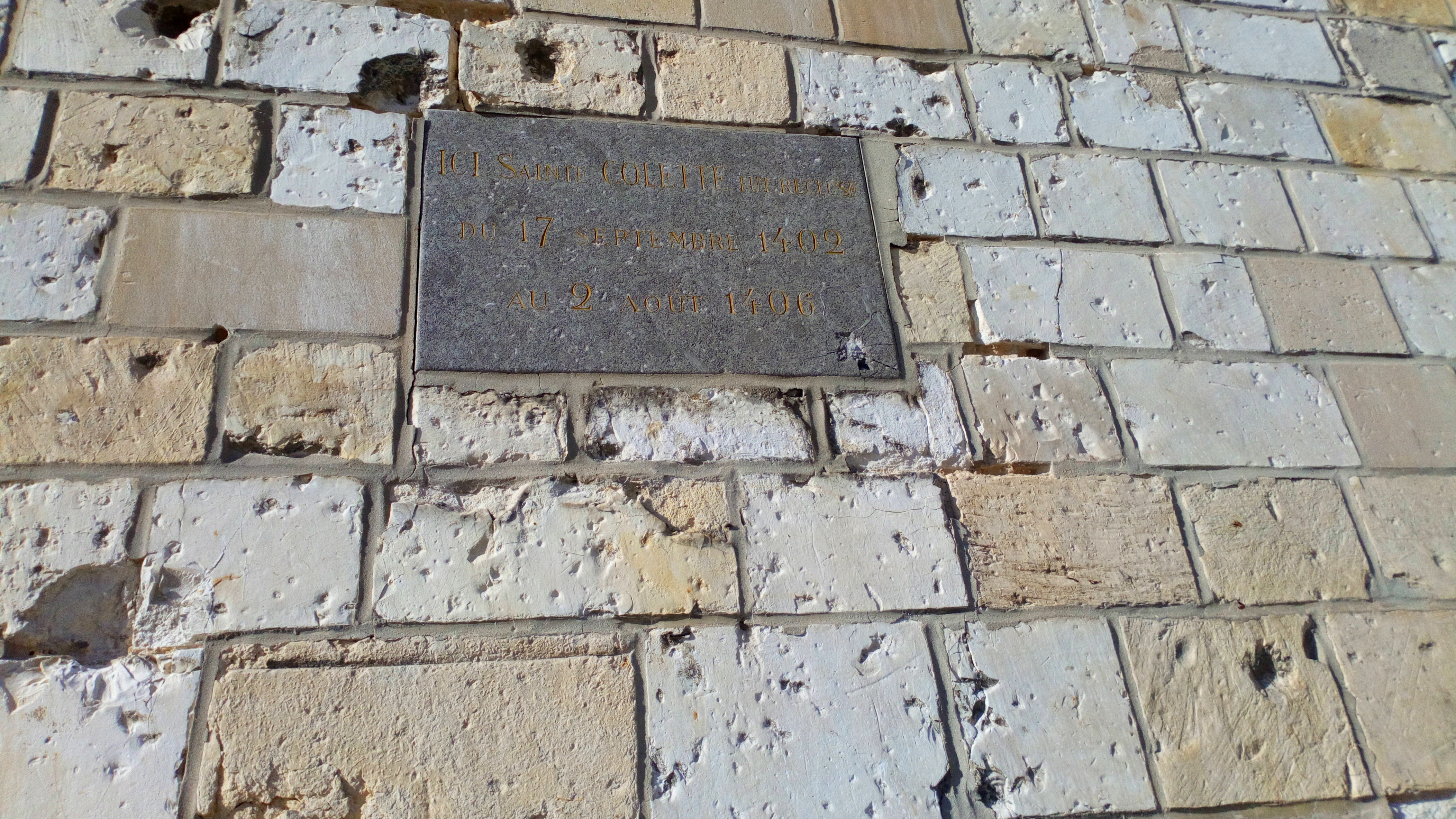
Ancienne collégiale Saint-Étienne de Corbie, plaque à la mémoire de Colette de Corbie.
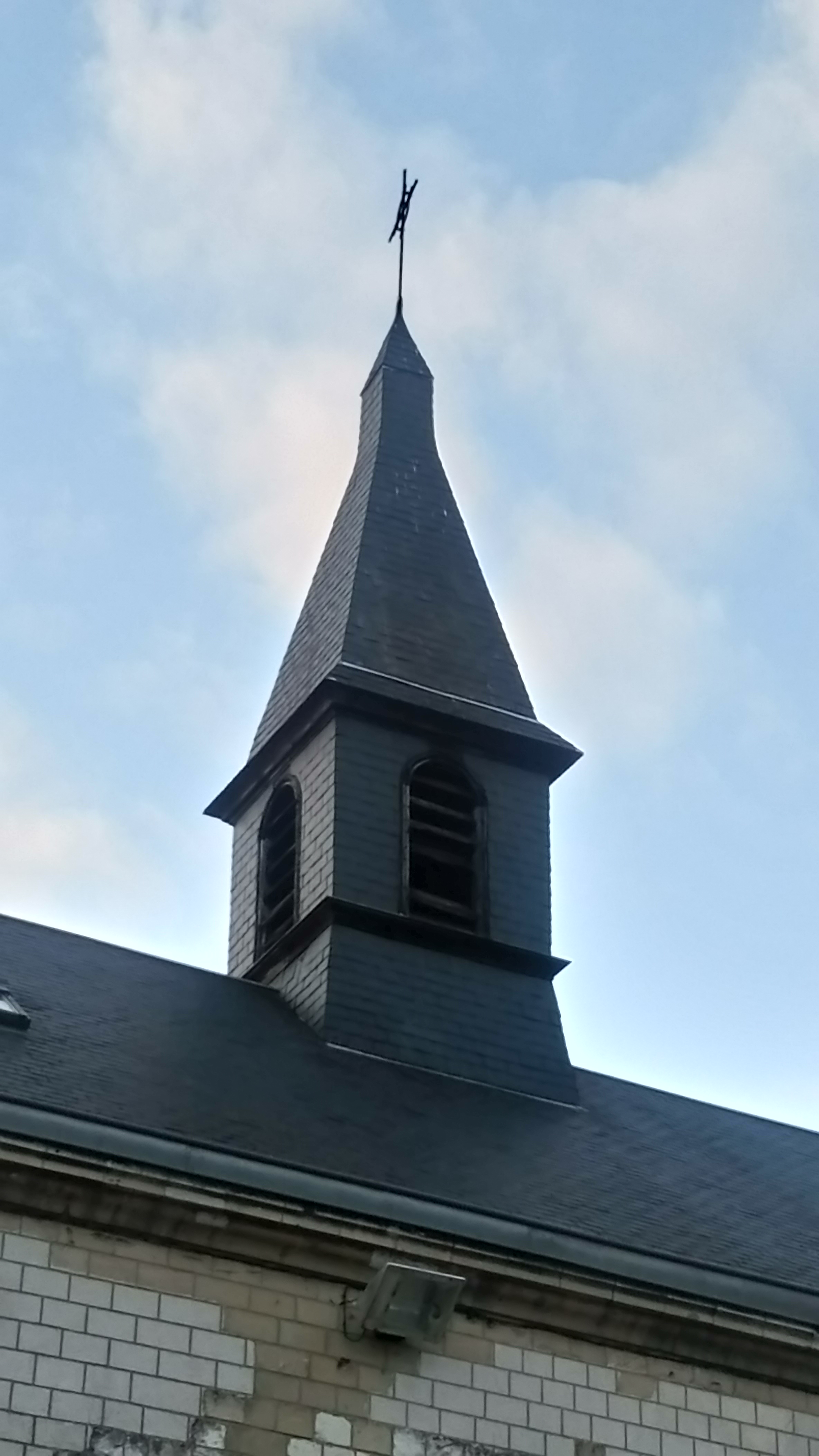
Clocher